# DENA (Künstlergruppe)
DENA (auf persisch دنا) ist eine Künstlergruppe, die 2001 von Farah Ossouli und Gizella Varga Sinai in Teheran (im Iran) gegründet wurde und derzeit zehn Mitglieder hat. Die Gruppe hat ihren Namen der höchsten Erhebung der Provinz Kohkiluyeh und Boyer Ahmad innerhalb des Zagrosgebirges entlehnt. Sie will damit auch ihren Respekt für die Natur und der ihr innewohnenden Kreativität ausdrücken.

## Ziele
Die Künstlergruppe setzt sich zum Ziel, iranische hauptberufliche Künstlerinnen im Land selbst und im Ausland bekannt zu machen. Die Künstlerinnen sollen mit einer unabhängigen Stimme sprechen, aber ihre unterschiedlichen persönlichen Sichtweisen der Kunst darstellen können.
Die Künstlergruppe umfasst entsprechend drei Generationen von Künstlerinnen mit ihren persönlichen Perspektiven, künstlerischen Stilen und Lebenshintergründen.

## Aktivitäten
Die Künstlergruppe organisiert Ausstellungen, um das künstlerische Werk iranischer Frauen in der Welt bekannt zu machen. Hierzu gehört auch die Förderung beim Start einer beruflichen Karriere.
Die Künstlergruppe organisierte und beteiligte sich an vielen Ausstellungen im Iran und auch im Ausland.

### Ausstellungen
(Auswahl)
| Jahr | Ort |
| ---- | --- |
| 2001 | Classic Gallery, Isfahan, Iran Kavir Gallery, Rafsanjan, Iran |
| 2002 | Villa del Cardinale, Neapel, Italien Fabien Fryns Fine Arts, Marbella, Spanien Palazzo Reale di Napoli, Neapel, Italien United Nations building, Genf, Schweiz Vigado Gallery, Budapest, Ungarn Amber Gallery & Caro Gallery, Leiden, Niederlande Finish group of artists exhibition(VISU), Helsinki, Finnland |
| 2003 | European parliament building, Brüssel, Belgien Haagse Kunstkring Gallery, Den Haag, Niederlande Kokkola Museum, Kokkola, Finnland Sala Uno Gallery, Rom, Italien City Hall Gallery, Radhuset, Oslo, Norwegen Yan-Huang Art Museum, Beijing, China Hubei Art Museum, Wuhan, China                               |
| 2004 | Institute for Advanced Studies in Basic Sciences, Zanjan, Iran |
| 2005 | Ludwig Museum Koblenz, Deutschland Cultural Foundation, Abu Dhabi, Vereinigte Arabische Emirate |
| 2006 | Galeria Persja (Persja Galerie), Krakau, Polen Galeria Azjatycka (Die Asiatische Galerie), Warschau, Polen (Sept-Dez.) |

### Workshops
Daneben werden auch Workshops in verschiedenen Städten organisiert, um möglichst viele Frauen jeden Alters und Nationalität zu erreichen. Die Workshops sollen dazu dienen, das Selbstvertrauen und die psychologische Stärke der Frauen zu fördern. Zwei Workshops waren z. B.:
| Jahr      | Titel                                              | Ort            | Land                                    |
| --------- | -------------------------------------------------- | -------------- | --------------------------------------- |
| 2001 2006 | Workshop for immigrant women Workshop for Children | Évry Abu Dhabi | Frankreich Vereinigte Arabische Emirate |

## Mitglieder
Die Mitglieder sind derzeit (2008):
| Aria Shokouhi Eghbal | Farah Ossouli | Farideh Lashai  | Gizella Varga Sinai | Maryam Shirinlou |
| Massoumeh Mozaffari  | Mitra Kavian  | Nasrin Khosravi | Raana Farnood       | Shahrzad Ossouli |